# Southgait Port

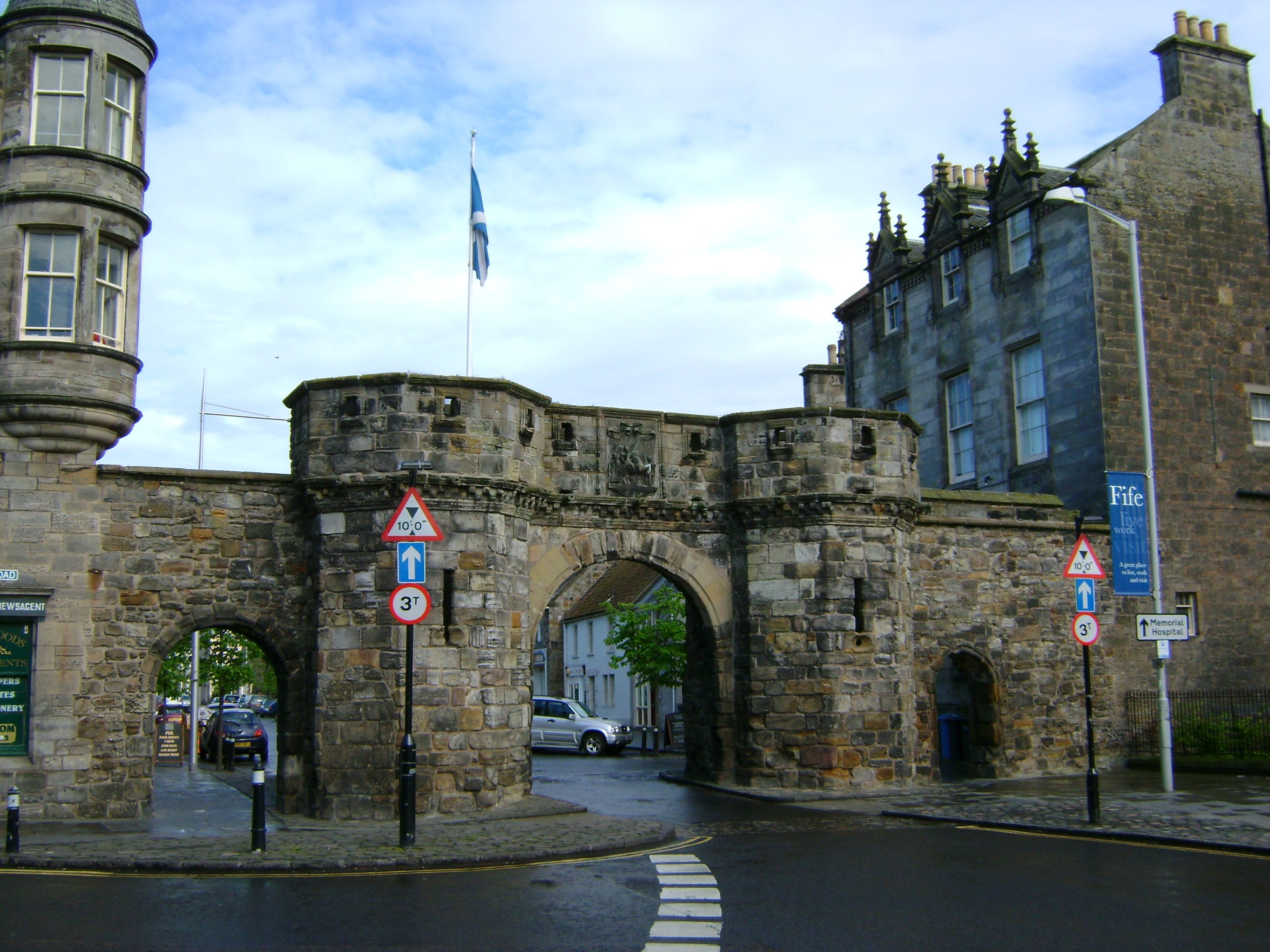
Southgait Port

Das Southgait Port, auch West Port, ist ein Stadttor der schottischen Stadt St Andrews in der Council Area Fife. 1971 wurde das Bauwerk als Einzeldenkmal in die schottischen Denkmallisten in der höchsten Denkmalkategorie A aufgenommen. Diese Einstufung wurde jedoch 2018 aufgehoben. Weiterhin ist die Anlage als Scheduled Monument klassifiziert.

## Geschichte
Zwar existieren keine eindeutigen Belege dafür, dass St Andrews jemals von einer Stadtmauer umfriedet war, doch waren im 16. Jahrhundert sämtliche ausfallenden Straßen mit Toren versehen. Der früheste Hinweis auf das Southgait Port stammt aus dem Jahre 1560. Mit der Errichtung des heutigen Tores wurde Thomas Robertson am 18. Mai 1589 beauftragt. Im Jahre 1843 wurde das Bauwerk durch John Kennedy renoviert. Seine äußeren kleinen Bögen für den Fußgängerverkehr sind neueren Datums.

## Beschreibung
Das Southgait Port markiert die westliche Einfahrt in die South Street (A918) am Westrand des Zentrum von St Andrews. Seinen zentralen, 3,5 m weiten Rundbogen flankieren halboktogonal heraustretende Türme mit Schießscharten und Wehrgang. Er ruht auf einem Fundament aus großen Sandsteinblöcken, die teils mit Mörtel verfugt sind. Das Mauerwerk ist maximal 88 cm mächtig.